# 松永正訓
松永 正訓（まつなが ただし、1961年 - ）は、日本の医師。ノンフィクション作家。

## 経歴
1961年、東京都生まれ。東京都立白鴎高校から、1987年、千葉大学医学部を卒業し、小児外科医となる。
1993年、小児がん（神経芽腫）の遺伝子研究により医学博士号を修得。1999年、千葉大医学部講師。
日本小児外科学会・最優秀演題会長特別表彰を1999年に受けた。このほか国際小児がん学会・Best Poster Prizeなど多くの賞を受けている。
専門は、小児がんの集学的治療と新生児外科学。
2006年より、「松永クリニック小児科・小児外科」院長。

## 著書
◯単行本
- 『命のカレンダー 小児固形がんと闘う』講談社、2008年
- 『命のダイアリー 小児がんを乗り越えた少年・少女たち』講談社、2009年
- 『がんを生きる子 ある家族と小児がんの終わりなき闘い-』講談社、2011年
- 『運命の子 トリソミー：短命という定めの男の子を授かった家族の物語』小学館、2013年 - 第20回小学館ノンフィクション大賞
- 『子どもの危険な病気のサインがわかる本』講談社、2016
- 『呼吸器の子』現代書館、2017年
- 『発達障害に生まれて　自閉症児と母の17年』中央公論新社、2018年 - 第8回日本医学ジャーナリスト協会賞・大賞
- 『いのちは輝く　わが子の障害を受け入れるとき』中央公論新社、2019年
- 『小児科医が伝えるオンリーワンの花を咲かせる子育て』文藝春秋、2020年
- 『発達障害　最初の一歩』中央公論新社、2020年
- 『どんじり医』CCCメディアハウス、2020年
- 『ぼくとがんの７年』医学書院、2021年
- 『１文が書ければ２０００字の文章は書ける』日本実業出版社、2023年
- 『患者の前で医者が考えていること』三笠書房、2024年

◯文庫本
- 『小児がん外科医　君たちが教えてくれたこと』中公文庫、2014年（『命のカレンダー』に加筆し改題）
- 『発達障害に生まれて　自閉症児と母の17年』中公文庫、2023年（単行本に最終章を加筆）
- 『運命の子　トリソミー　完全版』小学館文庫、2024年（単行本に最終章を加筆）
- 『いのちは輝く　わが子の障害を受け入れるとき』中公文庫、2025年（単行本に最終章を加筆）

◯新書
- 『子どもの病気　常識のウソ』中公新書ラクレ、2017年
- 『患者が知らない開業医の本音』新潮新書、2023年
- 『開業医の正体　患者、看護師、お金のすべて』中公新書ラクレ、2024年
- 『ドキュメント　奇跡の子：トリソミーの子を授かった夫婦の決断』新潮新書、2024年
- 『看護師の正体　医師に怒り、患者に尽くし、同僚と張り合う』中公新書ラクレ、2025年